# Ferentium
Ferentium o Ferentínum (en grec antic Φερεντῖνον) va ser una antiga ciutat d'Etrúria, situada al nord de les muntanyes Cimínies, a uns 8 km del Tíber i a la mateixa distància de l'actual Viterbo.
Es creu que va ser una dependència de Volsinii, ja que no apareix a la història del temps dels etruscs. Posseïa un temple dedicat a la deessa Fortuna, és a dir, a l'etrusca Nòrtia. Estrabó l'esmenta com una petita ciutat, però Vitruvi, que parla de l'excel·lència de la pedra del seu territori, de la que s'havien fet moltes estàtues, entre altres les que adornaven la mateixa ciutat i Tàcit diuen que era un municipi. Al segle i aC, va rebre una colònia romana però no va obtenir el títol de colònia. Va adquirir una certa importància perquè va ser el lloc de naixement de l'emperador Marc Salvi Otó, que pertanyia a una família noble etrusca. Durant l'Imperi, portava el títol de civitas splendidissima Ferentinensium. Va sobreviure a la caiguda de l'Imperi i va ser una seu episcopal fins al segle xii, quan Viterbo la va atacar i destruir, a causa de disputes religioses.
El lloc, que segons William Smith estava deshabitat al seu temps, es diu Ferento, i es conserven considerables ruïnes de l'antiga ciutat: el teatre (un dels millors conservats d'Itàlia), amb una excel·lent scena de 40 metres feta amb grans blocs de pedra volcànica, i arcades de tipus imperial, amb set arcs a la façana i arcs estrets a l'arquitravat. També es conserven les muralles, les portes i alguns edificis.
Tàcit i Suetoni l'anomenen Ferentium o Ferentínum. Claudi Ptolemeu escriu Ferentia (Φερεντία), i Vitruvi, Ferentium, però el nom de la ciutat (segons es llegeix en una inscripció), així com el Liber Coloniarum (que l'anomena Colonia Ferentinensis), suggereix Ferentínum, cosa que ha ocasionat alguna confusió amb la ciutat d'aquest nom al Latium.